# Madagascar: Operation Penguin
Madagascar: Operation Penguin è un videogioco a piattaforme del 2005, sviluppato da Vicarious Visions e pubblicato da Activision, basato sul film Madagascar. È il primo videogioco spin-off del media franchise di Madagascar.

## Accoglienza
Una recensione su GameZone sostiene che "con più varietà e con qualche minigioco, sarebbe potuto essere un gioco migliore, ma così com'è, è comunque una buona uscita con quei pinguini di Madagascar". Console Gameworld disse che il gioco "Offre dialoghi spiritosi per fare andare avanti la storia e ha una certa rigiocabilità. Potrebbe piacere ai giocatori più giovani che sono fan del film". Game Chronicles disse "Operation Penguin è un gioco tecnicamente solido, e cade a pezzi solo quando ti rendi conto che non importa in quale ambiente, non importa in quale livello, non importa con che personaggio... È sempre la stessa vecchia roba. Buona, ma vecchia".